# كلوستريديوم مكون للهيدروجين
كلوستريديوم هيدروجينيفورمانس أو كلوستريديوم مكون للهيدروجين هي بكتيريا موجبة غرام لاهوائية منتجة للهيدروجين ومكونة للأبواغ ومتحركة من جنس كلوستريديوم عزلت من المياه الجوفية في الولايات المتحدة.